# Santi Giovanni Evangelista e Petronio dei Bolognesi
Santi Giovanni Evangelista e Petronio dei Bolognesi är en kyrkobyggnad i Rom, helgad åt de heliga Johannes Evangelisten och Petronius av Bologna. Kyrkan är belägen vid Via del Mascherone i Rione Regola och tillhör församlingen San Lorenzo in Damaso. Santi Giovanni Evangelista e Petronio är bolognarnas kyrka i Rom.

## Historia
Den första kyrkan på denna plats uppfördes på 1100-talet. På 1580-talet genomfördes en omfattande restaurering och ombyggnad under ledning av Ottaviano Mascherino, som även ritade det intilliggande oratoriet.

## Interiör
Över högaltaret ses målningen Madonnan och Barnet med helgon. Det högra sidoaltaret har målningen Den helige Josefs död, utförd av Francesco Gessi. Det vänstra sidoaltaret är invigt åt den heliga Katarina av Bologna.

## Titelkyrka
Santi Giovanni Evangelista e Petronio stiftades som titelkyrka av påve Johannes Paulus II år 1985.
Kardinalpräster
- Giacomo Biffi (1985–2015)
- Baltazar Enrique Porras Cardozo (2016–)